# Silvia – Mitt liv som drottning
Silvia – Mitt liv som drottning är en svensk dokumentärserie som hade premiär på TV4 Play och TV4 den 25 december 2023. Serien består av två avsnitt.

## Handling
I dokumentärserien berättar Drottning Silvia om tiden före och efter hon blev Sveriges drottning. Bland annat berättar hon om sin barndom i Brasilien och Tyskland, om hur hon träffar Sveriges kronprins vid OS i München 1972.

## Medverkande (i urval)
- Drottning Silvia